# シアム・ベン・ユーセフ
シアム・ベン・ユーセフ（صيام بن يوسف、Syam Ben Youssef、1989年3月31日 - ）はフランスのマルセイユ出身のチュニジアのサッカー選手。USクヴィイー所属。ポジションはディフェンダー。

## 経歴

### クラブ
2012年7月、ルーマニアのアストラ・ジュルジュに移籍した。2013年7月4日、UEFAヨーロッパリーグ 2013-14予選1回戦のドムジャレ戦でヨーロッパリーグに初出場した。
2015年6月、フランスのカーンに移籍した。
2017年7月5日、トルコのカスムパシャSKに移籍した。
2020年、デニズリスポルに移籍した。
2020年11月14日、CFRクルジュに移籍した。
2022年2月、PFCベロエ・スタラ・ザゴラに移籍した。

### 代表
2013年10月13日のワールドカップ予選、カメルーン戦で代表デビュー。2015年11月17日の2018 FIFAワールドカップ・アフリカ2次予選、モーリタニア戦で代表初得点を挙げた。

## 代表歴

### 出場大会
- チュニジア代表
  - 2018 FIFAワールドカップ

### 試合数
- 国際Aマッチ 48試合 2得点（2013年-2019年）[6]

| チュニジア代表 | 国際Aマッチ | 国際Aマッチ |
| 年             | 出場        | 得点        |
| -------------- | ----------- | ----------- |
| 2013           | 2           | 0           |
| 2014           | 9           | 0           |
| 2015           | 12          | 1           |
| 2016           | 4           | 0           |
| 2017           | 12          | 0           |
| 2018           | 7           | 0           |
| 2019           | 2           | 1           |
| 通算           | 48          | 2           |